# Draphavre (art)
Draphavre (Arrhenatherum elatius) eller almindelig draphavre er en 50-150 cm høj græsplante, der i Danmark vokser meget almindeligt i vejkanter og på enge.

## Beskrivelse
Draphavre er en løvfældende flerårig urt med en tueformet vækst. Tuen dannes af tætsiddende blade, men planten præges i høj grad af de lange, frøbærende stængler, der når langt op over bladene. Bladene er smalle, helrandede og lysegrønne på begge sider.
Frøstænglerne bærer de sædvanlige, uanselige græsblomster i juni-juli. Derimod er det værd at se på de sølvskinnende frø, som sidder i tætte toppe hen på sommeren. Sidst på sæsonen åbnes standen og får et mere løst udseende (omtrent som Ris (Oryza).
Rodnettet er trævlet og kraftigt både i bredden og dybden. Arten regnes for et af de bedste fodergræsser, når den behandles som hø. Frisk eller ensileret gør indholdet af saponiner den derimod uspiselig for kreaturer.
Højde x bredde og årlig tilvækst: 1,50 x 0,50 m (150 x 50 cm/år).

## Voksested
Planten hører hjemme på god jord, og den trives med nedbidning, som ikke bliver gentaget alt for hyppigt. Den er med andre ord et græs, der bliver begunstiget af ekstensiv græsning. Arten findes i tempererede dele af Europa og Vestasien, og den er naturaliseret i Nordamerika, Australien og New Zealand. I Danmark ligger dens vigtigste udbredelsesområder på steder, hvor der er varmt, lysåbent og veldrænet med ringe nedbør. Derfor ses den ofte på overdrev og enge.
Nær Aachen i det vestligste Tyskland findes den sammen med bl.a. alm. kællingetand, alm. røllike, slangehoved, alm. torskemund, voldtimian, bibernelle, bidende stenurt, engbrandbæger, gul kløver, lancetvejbred, lundrapgræs, marktusindgylden, markærenpris, opret hejre, rejnfan, rødknæ og vild gulerod.

## Anvendelse
Planten yder et næringsrigt foder og er meget eftertragtet af kreaturerne. Den vil blive lidt for aggressiv under haveforhold, så hvis man ønsker at kunne skære de smukke frøstande, bør man dyrke planten på steder, hvor dens konkurrencekraft ikke bliver generende.